# Kurt Cobain
Kurt Donald Cobain (Aberdeen, 20 febbraio 1967 – Seattle, 5 aprile 1994) è stato un cantautore e chitarrista statunitense.
Noto come leader dei Nirvana, band considerata tra le più rappresentative del cosiddetto grunge, nella Rock and Roll Hall of Fame dal 2014, e marito di Courtney Love, leader delle Hole.

## Biografia

### Infanzia, adolescenza e prime esperienze musicali
Nasce il 20 febbraio 1967 al Grays Harbor Hospital di Aberdeen, cittadina nello Stato di Washington, da una famiglia di origini irlandesi: sua madre è Wendy Elizabeth Fradenburg, barista e segretaria; suo padre è Donald Leland Cobain, meccanico. I due, conosciutisi a scuola, si erano sposati nel 1965 in Idaho. Cobain ha una sorella, Kimberly (1970), un fratellastro da parte di padre, Chad, e una sorellastra da parte di madre, Brianne (1986).

Cobain manifesta interesse per la musica e l'arte fin da bambino: disegna personaggi di film e cartoni animati, a quattro anni suona il pianoforte e canta, a scuola suona il tamburo. Figura fondamentale per Kurt è la zia Mary Fradenburg Earl, anch'essa musicista, che lo avvicina alla musica fin da bambino invitandolo alle prove della sua band e facendogli ascoltare molti dischi. Gli regalerà inoltre la sua prima chitarra e gli metterà a disposizione la sua casa per prove e registrazioni. I primi ascolti sono Ramones, Beatles, Monkees, Electric Light Orchestra. Il divorzio dei genitori (1975) è un evento tanto doloroso da segnarlo per sempre:
(Kurt Cobain, 1993)
Dopo aver frequentato la Beacon Elementary School di Montesano, va alla scuola media dove pratica la lotta e il baseball per impressionare il padre, con il quale ha un rapporto difficile. A 14 anni riceve in dono una chitarra elettrica e un amplificatore dalla zia Mary. Impara a suonare esercitandosi con Back in Black degli AC/DC e Stairway to Heaven dei Led Zeppelin. Ambidestro, sceglie di suonare come mancino per distinguersi. L'anno successivo torna a vivere con la madre e il compagno di lei, poi secondo marito, Pat O'Connor. Incontra Buzz Osborne dei Melvins, band da lui molto amata, che lo introduce al punk: Black Flag, Butthole Surfers, MDC. Altri ascolti cruciali saranno Clash, Sex Pistols, Iggy Pop, Bad Brains, Beat Happening, David Bowie, Velvet Underground, Vaselines, Pixies, Sonic Youth, R.E.M, Queen, Kiss. In seguito Cobain si interesserà a band meno note quali Meat Puppets, Teenage Fanclub, Wipers, Shonen Knife, Daniel Johnston e Fang.

Alla Weatherwax High School, spronato da professori e familiari, si dedica all'arte. Qui stringe amicizia con Myer Loftin, un compagno di scuola dichiaratamente omosessuale, cosa che lo isola dal resto dei compagni, e per la prima volta fa uso di marijuana.
(Kurt Cobain)

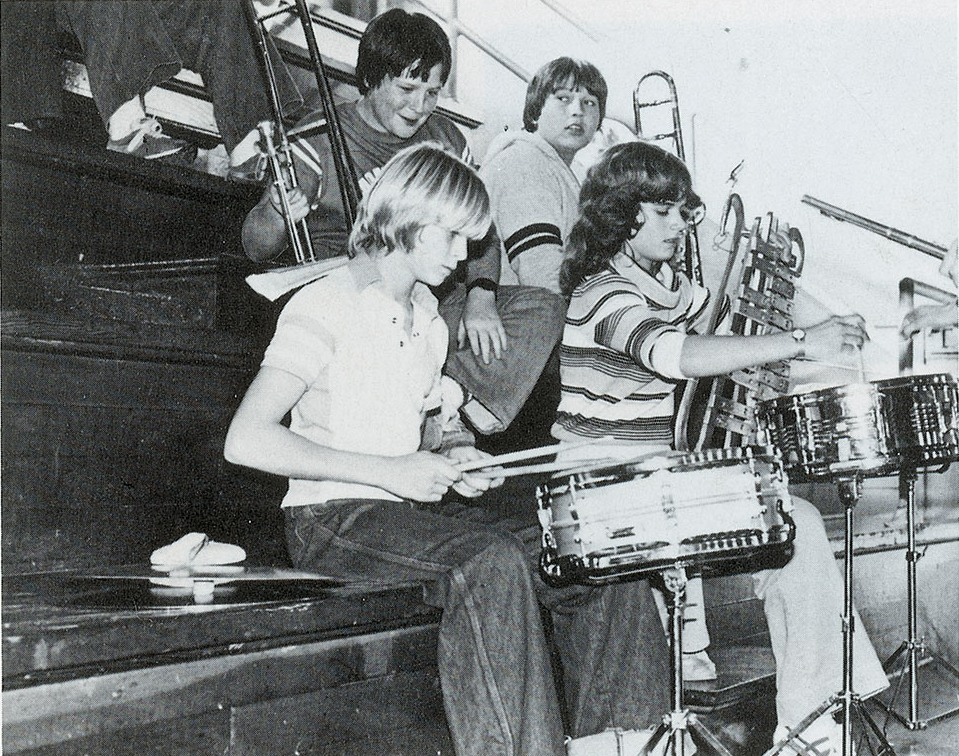
Kurt Cobain suona i tamburi durante una assemblea scolastica.

Nel 1985 lascia la casa materna e si trasferisce a Olympia, mantenendosi come insegnante di nuoto, lavapiatti e bidello. In questo periodo si avvicina a filosofie orientali quali buddhismo e giainismo e fonda la sua prima band, i Fecal Matter, con Dale Crover. Incidono i primi demo a casa della zia Mary, Illiteracy Will Prevail. Il brano Downer sarà poi rimasterizzato e incluso in Bleach.
Nel 1986 Cobain viene arrestato per vandalismo per aver scritto «God is Gay» e «Homosex Rules» sui muri di Aberdeen. Negli anni successivi parlerà spesso di orientamento sessuale. Nel 1992, durante un'esibizione al Saturday Night Live, lui e Krist Novoselic si baceranno per «far incazzare gli omofobi». Frequentando Olympia conosce dapprima la fotografa Tracy Marander e poi la musicista Tobi Vail, esponente del movimento riot grrrl poi componente del gruppo punk Bikini Kill con Kathleen Hanna, ottima amica di Kurt:
Alla fine degli anni Ottanta, Kurt lavora come roadie per vari gruppi, tra cui i Melvins e i Bam Bam di Tina Bell, figura seminale della scena di Seattle. Nel 1987, con Krist Novoselic, Cobain forma i The Stiff Woodies, con Aaron Burckhard alla batteria. Dopo vari cambi di nome, la band opta per Nirvana.

### Il successo con i Nirvana e l'incontro con Courtney Love
Del nome della band Cobain disse:

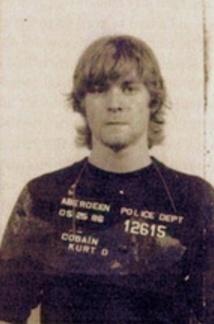
Foto segnaletica di Cobain (1986)

Dopo la pubblicazione del singolo Love Buzz (Sub Pop, 1988) la band si esibisce nei locali di Aberdeen, Seattle e Olympia, distinguendosi per la rabbia delle esibizioni e per la distruzioni delle chitarre come atto performativo e provocatorio. Con il batterista Chad Channing, giunto dopo una serie di cambi, la band registra il primo album, Bleach (Sub Pop, 1989).
(Kurt Cobain)

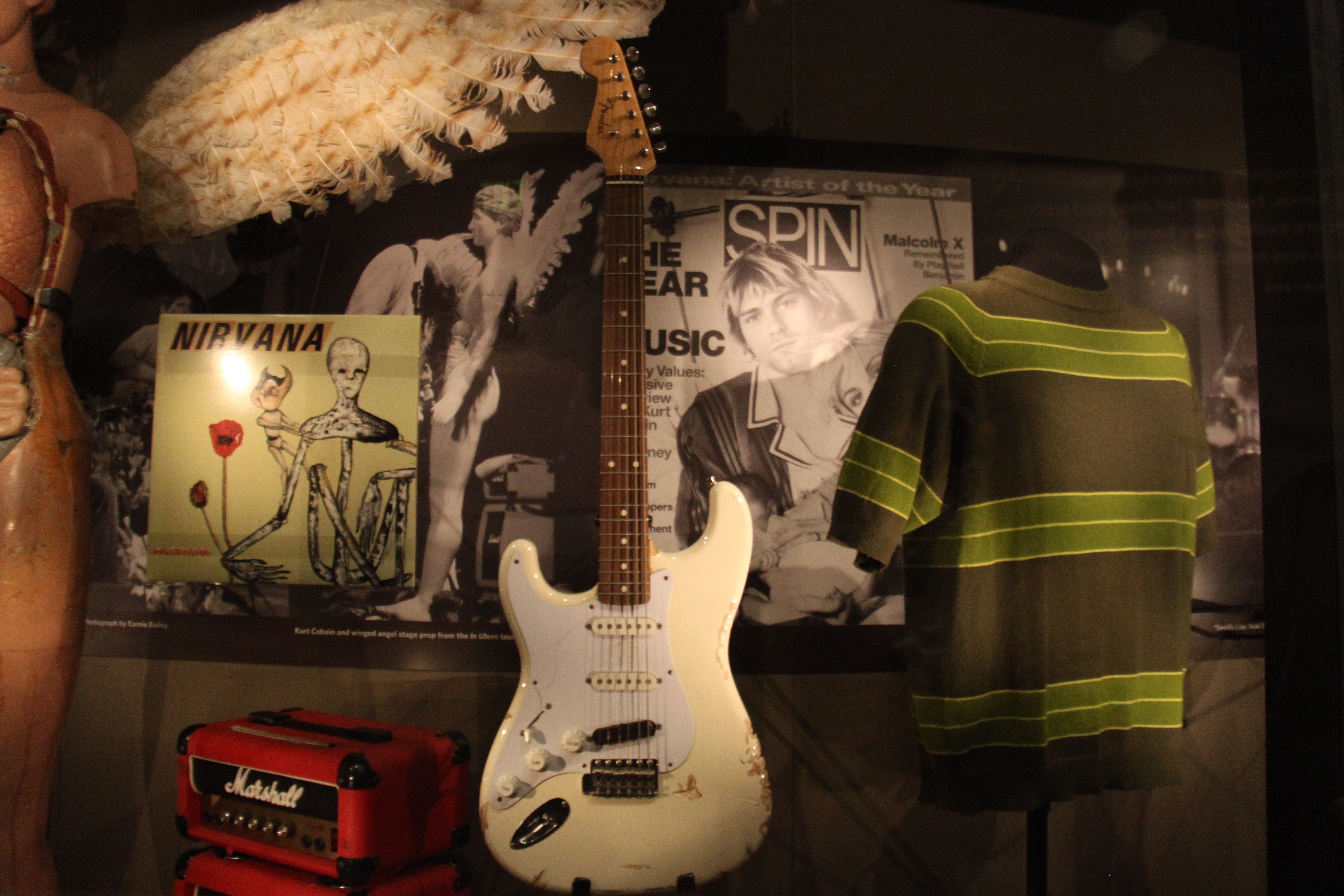
Memorabilia dei Nirvana al MoPop di Seattle

Nello stesso periodo Cobain collabora con Mark Lanegan degli Screaming Trees, cantando due canzoni nel suo album solista The Winding Sheet (1990). Entrambi amano molto l'artista Lead Belly e decidono di registrare un album di sue cover, ma il progetto si arena dopo poco tempo. Cobain omaggerà il bluesman con una cover di Where Did You Sleep Last Night durante l'MTV Unplugged.
(Mark Lanegan)
Con l'ingresso di Dave Grohl alla batteria la band registra Nevermind (Geffen Records, 1991) negli Smart Studios con il produttore Butch Vig. Trainato dal singolo Smells Like Teen Spirit, il cui video è diretto da Samuel Bayer, l'album ottiene un successo enorme e improvviso, raggiungendo la prima posizione nella classifica Billboard 200. I Nirvana divengono, piuttosto inaspettatamente, la prima band della scena grunge a ottenere un tale successo commerciale:
(Mark Arm, Mudhoney)
Stando alle dichiarazioni pubbliche, Cobain sembra avere un rapporto ambivalente con l'improvvisa ed enorme celebrità, poiché lo status di rockstar mal si combina all'attitudine punk dichiarata agli esordi. Anche il ruolo di portavoce della generazione X, assegnatogli dai media, sembra metterlo a disagio, così come l'idea che i suoi testi siano portatori di messaggi necessariamente importanti o universali:
Tuttavia Cobain non si sottrae all'esposizione mediatica, prestandosi come protagonista di interviste, copertine, esibizioni televisive, durante le quali sembra divertirsi con esternazioni provocatorie o controverse, spesso sulle altre band. Stando ai resoconti di chi lo ha conosciuto, la personalità di Cobain è molto più complessa e sfaccettata di ciò che i media hanno raccontato di lui:
(Jeff Ament, Pearl Jam)
(Courtney Love)
(Chris Cornell, Soundgarden)
(Anton Brookes)
(Dale Crover)

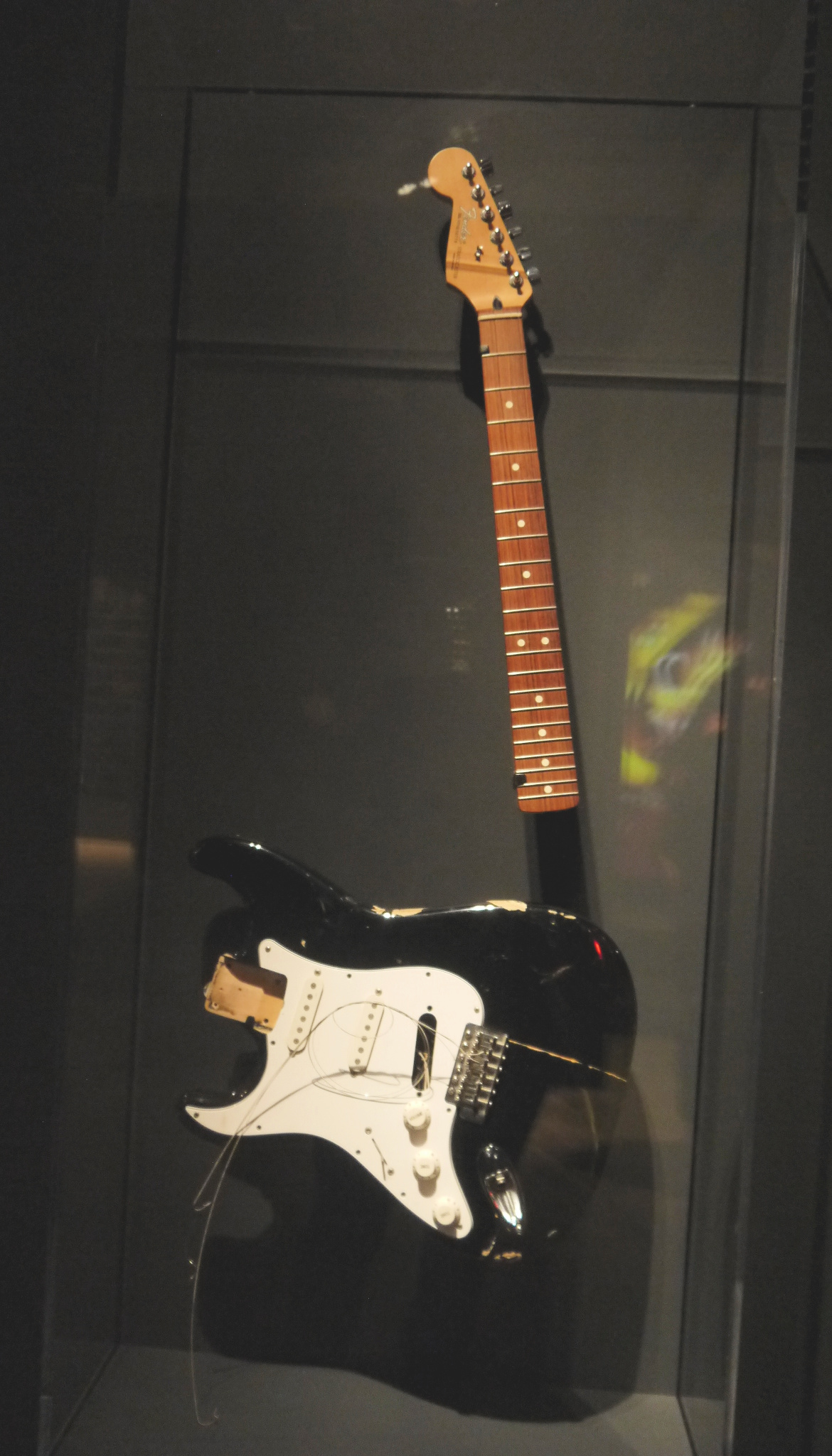
La chitarra Fender Stratocaster di Kurt Cobain, da lui demolita a Inglewood, California, durante il tour del 1993 in supporto all'album In Utero

Il 1991 è anche l'anno in cui diviene pubblica la sua relazione con Courtney Love, cantante delle Hole. Su dove e quando sia avvenuto il loro primo incontro ci sono versioni della storia differenti. Di certo vi è che, nel febbraio 1992, i due si sposano alle Hawaii e in agosto nasce la figlia Frances Bean. La gravidanza di Love è oggetto di gravi speculazioni, le quali portano all'intervento dei Child Protective Services e alla temporanea sospensione della custodia della bambina. Cobain è fortemente scosso dalla vicenda e scrive a David Geffen, boss della Geffen Records, minacciando di sciogliere i Nirvana come forma di protesta. La lettera, scritta a mano, andrà all'asta nel 2016.
Quentin Tarantino, regista da lui molto stimato, gli propone di partecipare al film Pulp Fiction (1994) nel ruolo dello spacciatore Lance. Cobain, impegnato nella registrazione del disco, pur lusingato, declina l'offerta. Esce il terzo album dei Nirvana In Utero (1993), trainato dal singolo Heart-Shaped Box. Nello stesso periodo conosce l'amato scrittore William Burroughs e collabora con lui all'EP The "Priest" They Called Him (1993). In luglio, mentre la band è a New York per uno show, Cobain ha una overdose di eroina. Il consumo di droghe, iniziato probabilmente nella seconda metà degli anni Ottanta, si aggrava quando Cobain usa l'eroina come antidolorifico per un'ulcera non diagnosticata:
La tossicodipendenza di Cobain compromette le relazioni sia interne che esterne alla band:
(Mark Arm)
(Krist Novoselic)
L'esibizione-testamento di Cobain e dei Nirvana è il concerto acustico registrato per MTV, che diverrà poi l'album MTV Unplugged in New York (1994). Un'esibizione intensa e sofferta, considerata tra le migliori della serie.

### Morte, reazioni e tributi

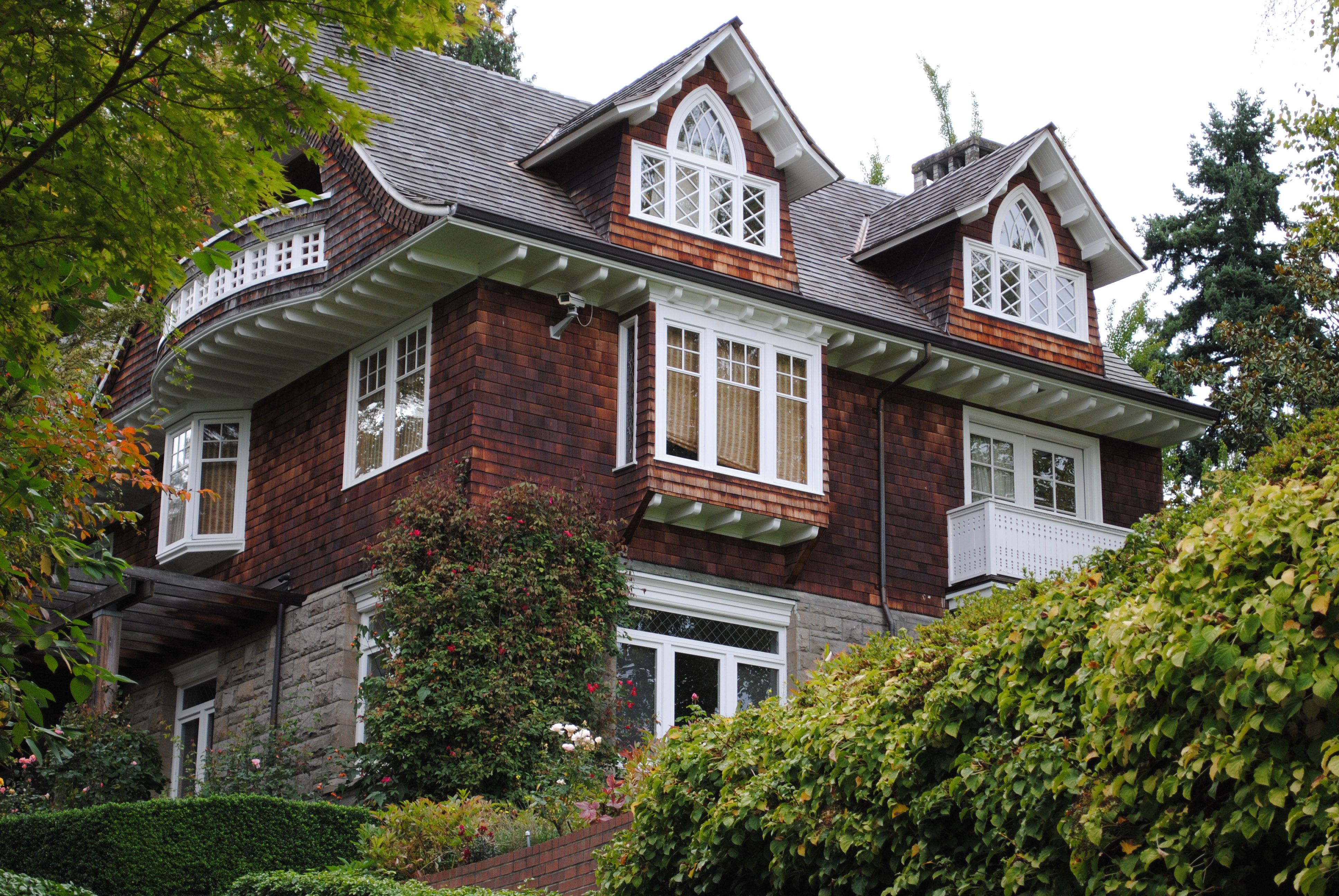
La casa nella quale Cobain si suicidò nel 1994 al 171 Lake Washington Blvd, East Seattle

Nel gennaio 1994, a Seattle, Cobain è impegnato con quella che sarà l'ultima sua sessione di registrazione in studio. Con Krist Novoselic, Dave Grohl e Pat Smear registra la canzone You Know You're Right. In febbraio è sulla televisione italiana che fa la sua ultima apparizione televisiva, ospite coi Nirvana del programma Tunnel (Rai 3) condotto da Serena Dandini, che lo ricorda così:

L'opera di street art di Khayim Ben Atar, con raffigurato il "Club 27" al completo (Tel Aviv)

A marzo, durante il tour europeo, si prende un periodo di riposo a Roma per problemi di salute, ma viene ricoverato per overdose da farmaci e champagne. Courtney Love dichiarerà poi di aver interpretato questo come un primo tentativo di suicidio del marito. Tornato negli Stati Uniti, acconsente di aderire a un programma di disintossicazione all'Exodus Medical Center di Los Angeles, ma se ne allontana poco dopo per tornare a Seattle.
La mattina dell'8 aprile 1994 il cadavere di Kurt Cobain viene rinvenuto da un elettricista nella sua villa sul lago Washington. Stando alle indagini e ai referti autoptici, il cantante si è suicidato con un colpo di fucile alla testa. Morto a 27 anni, Kurt Cobain entra così a far parte del famigerato Club 27.
Nel suo corpo sono state inoltre rinvenute massicce quantità di eroina. Accanto al cadavere viene ritrovata una lettera di addio alla sua famiglia e al suo pubblico.
I appreciate the fact that I and we have affected and entertained a lot of people. I must be one of those narcissists who only appreciate things when they're gone. I'm too sensitive. I need to be slightly numb in order to regain the enthusiasm I once had as a child. On our last 3 tours, I've had a much better appreciation for all the people I've known personally and as fans of our music, but I still can't get over the frustration, the guilt and empathy I have for everyone. There's good in all of us and I think I simply love people too much, so much that it makes me feel too fucking sad. The sad little sensitive, unappreciative, Pisces, Jesus man! Why don't you just enjoy it? I don't know. I have a goddess of a wife who sweats ambition and empathy and a daughter who reminds me too much of what I used to be, full of love and joy.
Kissing every person she meets because everyone is good and will do her no harm. And that terrifies me to the point where I can barely function. I can't stand the thought of Frances becoming the miserable, self-destructive, death rocker that I've become. I have it good, very good, and I'm grateful, but since the age of seven, I've become hateful towards all humans in general. Only because it seems so easy for people to get along and have empathy. Only because I love and feel sorry for people too much I guess. Thank you all from the pit of my burning, nauseous stomach for your letters and concern during the past years. I'm too much of an erratic, moody, baby! I don't have the passion anymore, and so remember, it's better to burn out than to fade away.
Peace, love, empathy.
Kurt Cobain.
Frances and Courtney, I'll be at your altar.
Please keep going Courtney, for Frances.
For her life will be so much happier without me.
Ho apprezzato il fatto che io e gli altri abbiamo colpito e intrattenuto tutta questa gente. Ma devo essere uno di quei narcisisti che apprezzano le cose solo quando non ci sono più. Io sono troppo sensibile. Ho bisogno di essere un po' stordito per ritrovare l'entusiasmo che avevo da bambino. Durante gli ultimi tre nostri tour sono riuscito ad apprezzare molto di più le persone che conoscevo personalmente e i fan della nostra musica, ma ancora non riesco a superare la frustrazione, il senso di colpa e l'empatia che ho per tutti. C'è del buono in ognuno di noi e penso che io amo troppo la gente, così tanto che mi sento troppo fottutamente triste. Il piccolo triste, sensibile, ingrato, Pesci, Gesù santo! Perché non ti diverti e basta? Non lo so. Ho una moglie divina che trasuda ambizione ed empatia e una figlia che mi ricorda troppo di quando ero come lei, pieno di amore e gioia.
Bacia tutte le persone che incontra perché tutti sono buoni e nessuno può farle del male. E questo mi terrorizza a tal punto che perdo le mie funzioni vitali. Non posso sopportare l'idea che Frances diventi infelice, autodistruttiva rocker come me. Mi è andata bene, molto bene durante questi anni, e ne sono grato, ma è dall'età di sette anni che sono avverso al genere umano. Solo perché a tutti sembra così facile tirare avanti ed essere empatici. Penso sia solo perché io amo troppo e mi rammarico troppo per la gente. Grazie a tutti voi dal fondo del mio bruciante, nauseato stomaco per le vostre lettere e il supporto che mi avete dato negli anni passati. Io sono troppo un bambino incostante, lunatico! Non ho più nessuna emozione, e ricordate, è meglio bruciare in fretta che spegnersi lentamente.
Pace, amore, empatia.
Kurt Cobain.
Frances e Courtney, io sarò al vostro altare.
Ti prego Courtney continua ad andare avanti, per Frances.
Perché la sua vita sarà molto più felice senza di me.
VI AMO. VI AMO.»
(Kurt Cobain, To Boddah pronounced)
Il 10 aprile 1994 si tiene una veglia commemorativa al Seattle Center, durante la quale viene fatta ascoltare una registrazione di Courtney Love che legge la lettera di Cobain. Poco dopo il corpo viene cremato e parte delle ceneri viene depositata al tempio buddista di Ithaca (New York), parte dispersa nel fiume Wishkah. 

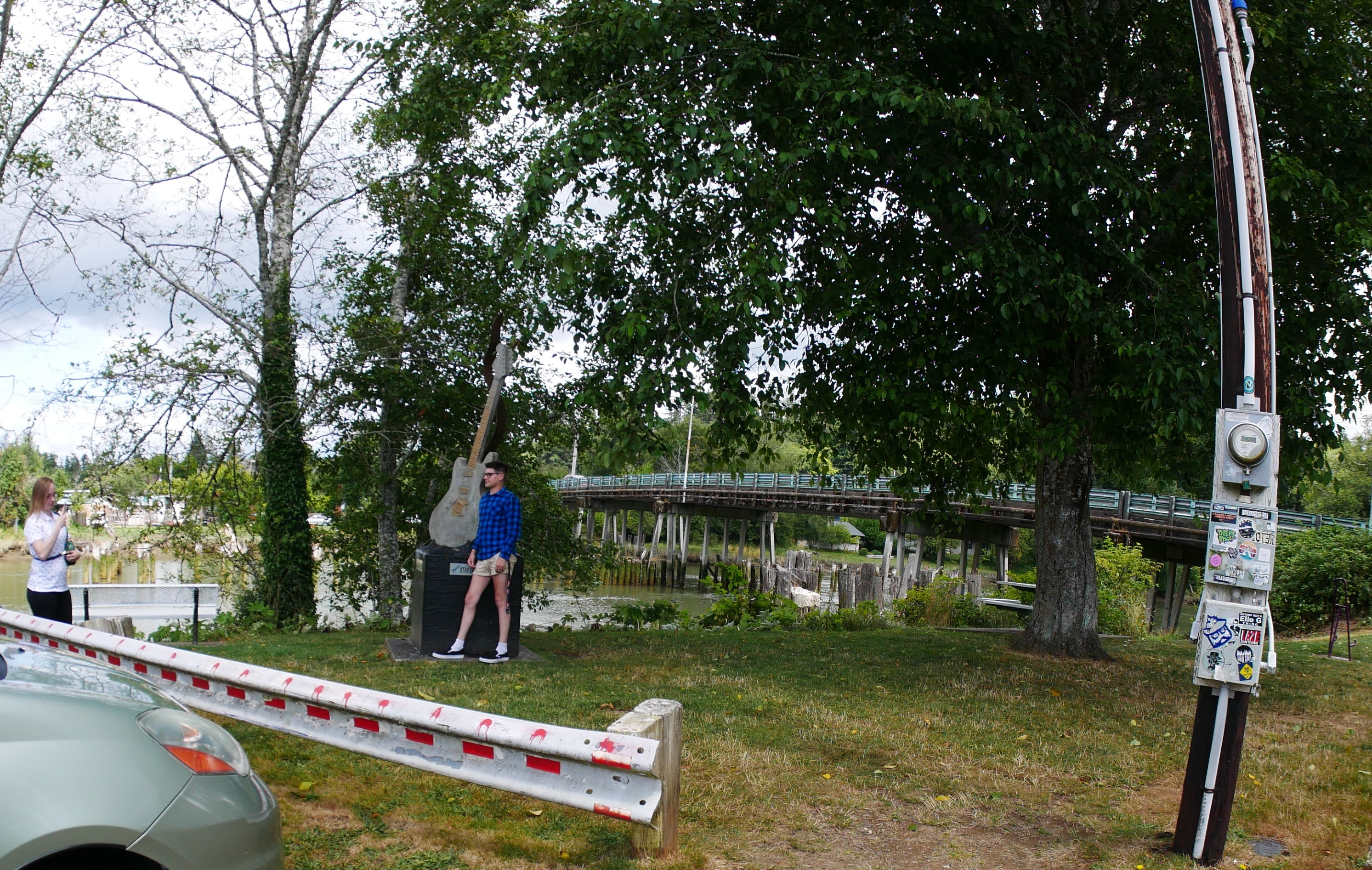
Kurt Cobain Memorial Park, Aberdeen

L'ondata di sgomento che percorre il mondo della musica è profonda, ed enorme la risonanza mediatica. I media arrivano a Seattle da tutto il mondo per coprire la storia, le band della città esprimono il loro sconcerto,. Stando ad uno studio commissionato dalle autorità sanitarie dello Stato di Washington e pubblicato sul Journal of the American Association of Suicidology il temuto effetto-emulazione non si verifica.
(Mark Lanegan)
C'è chi, come i Melvins, rifiuta il culto del martire. Poco dopo la morte di Cobain fanno stampare dei poster con la scritta "We Killed Kurt" e delle t-shirt con la sua caricatura e la scritta "L'unico drogato buono è il drogato morto".
(Mark Deutrom)
(Buzz Osborne)
Cher gli dedica The Fall/Kurt's Blues, Sinead O' Connor lo omaggia con una cover di All Apologies (Universal Mother, 1994), Jared Leto reinterpreta Pennyroyal Tea, Eminem lo cita nei brani Cum on Everybody, Untitled e Antichrist, Lana Del Rey in Oh Say Can You See, i Limp Bizkit in Creamer (Radio is Dead), i Blur in Song 2.
Nel 1996 la Fender mette in produzione la chitarra Fender Jag-Stang come omaggio a Cobain.
Alla vita di Kurt Cobain, divenuto suo malgrado icona degli anni Novanta, vengono dedicati i documentari Kurt & Courtney (1998), Kurt Cobain: About a Son (2006) e Kurt Cobain: Montage of Heck (2015), diretto da Brett Morgen e composto con materiale video inedito fornito dalla famiglia. Il film Last Days (2005) diretto da Gus Van Sant tenta di ricostruire gli ultimi giorni di vita di Cobain.
Soaked in bleach - Chi ha ucciso Kurt Cobain (2015) è un docu-drama diretto da Benjamin Statler che, per bocca dell'investigatore privato Tom Grant, ipotizza responsabilità a carico di Courtney Love. Data la gravità delle accuse, lei minaccia azioni legali per diffamazione e danni morali, ma, vista la scarsa eco suscitata dal film, che passa sostanzialmente inosservato tranne alcune recensioni negative, non vi sono strascichi giudiziari né mediatici ulteriori.
Cobain appare coi Nirvana in una puntata della serie animata I Simpson dedicata agli anni Novanta e nel videogioco Guitar Hero 5.
Dal 2014, ogni anno, la città natale di Cobain, Aberdeen, gli dedica una giornata di commemorazione.
Nel giugno 2020 e nel maggio 2022 vanno all'asta per diversi milioni di dollari due chitarre appartenute a Cobain.

## Discografia

### Fecal Matter
- 1985 – Illiteracy Will Prevail

### Nirvana
In studio
- 1989 – Bleach
- 1991 – Nevermind
- 1993 – In Utero

Raccolte
- 1992 – Incesticide